# Jean-Pierre Cabestan
Pour les articles homonymes, voir Cabestan.
Jean-Pierre Cabestan, né le 4 août 1955, est un sinologue français, spécialiste du droit et des institutions du monde chinois contemporain et plus particulièrement de Taïwan. Il est directeur de recherche au Centre national de la recherche scientifique.

## Études
Il a obtenu tout d'abord un Diplôme d'études approfondies en langue et civilisation chinoise en 1979 à l'université Paris VII - Diderot alors sur le campus de Jussieu, un doctorat de science politique à l'université Paris-I Panthéon-Sorbonne en 1982, une licence en langue et civilisation japonaise à Jussieu en 1984 puis un doctorat d'État en droit à l'université Panthéon-Sorbonne en 1988.

## Carrière
De 1994 à 1998, Jean-Pierre Cabestan a inauguré et dirigé l'antenne de Taipei du Centre d'études français sur la Chine contemporaine. De 1998 à 2003, il a dirigé le centre d'études français sur la Chine contemporaine situé à Hong Kong. De 2003 à 2007, Jean-Pierre Cabestan fut rattaché à l’UMR de droit comparé de l'université Paris-I. Depuis 2007, il est professeur et directeur du département de science politique de l'université baptiste de Hong Kong. Il est également chercheur associé à l'Asia Centre - Centre études Asie.

## Accueil critique
Concernant l'ouvrage Chine-Taiwan : la guerre est-elle concevable ?, Jean-Vincent Brisset considère que c'est le  « point de passage obligé pour qui veut réellement approfondir sa vision d'une problématique qui pèse lourdement sur les relations triangulaires entre Pékin, Taipei et Washington ».

## Œuvres
- La politique asiatique de la Chine, (coauteur), Paris, Fondation pour les études de défense nationale, 1986, 320 p.
- La Chine et le Pacifique,  (coauteur), Paris, Fondation pour les études de défense nationale, 1989, 102 p.
- La Chine et les droits de l'homme avec Lydie Koch-Miramond, Françoise Aubin, Yves Chevrier, Paris, L'Harmattan, 1991, 272 p.
- L'administration chinoise après Mao : les réformes de Deng Xiaoping et leurs limites, Paris, Éditions du CNRS, 1992, 548 p.
- Le Système politique de la Chine populaire, Paris, PUF, coll. Thémis, 1994, 508 p.
- Taiwan - Chine populaire : l'impossible réunification, Paris, Éd. Ifri-Dunod, coll. « Ramses », 1995, 204 p.
- Le système politique de Taiwan, Paris, PUF, coll. Que sais-je ?, 1999, 128 p.
- Chine-Taiwan : la guerre est-elle concevable ?, Paris, Economica, 2003, 470 p.,  (ISBN 2717847340)
- La Chine en quête de ses frontières : la confrontation Chine-Taiwan, Paris, Presses de Sciences Po, 2005, 284 p.
- La politique internationale de la Chine, Presses de sciences po, 2010
- Le Système politique chinois. Vers un nouvel équilibre autoritaire, Presses de Sciences Po, 2014
- La politique internationale de la Chine : entre intégration et volonté de puissance, Presses de Sciences Po, 2015
- Demain la Chine : démocratie ou dictature ?, Éditions Gallimard, 2018
- Demain la Chine : guerre ou paix ?, Éditions Gallimard, 2020